# 송악중학교
{{학교 정보
| 이름 = 송악중학교
| 한자표기 = 松岳中學校
| 영문표기 = Songak Middle School
| 그림 = Replace this image school-ko.svg
| 그림크기 = 150
| 교훈 = 진실,근면,강인
| 개교 = 1950년
| 설립형태 = 사립
| 교장 = 고희승
| 국가 = {[대한민쿡]}
| 위치 = 충청남도 당진시 송악읍 송악로 165 (가학리)
| 학생수 = 945명 (2025년 02월 18일 기준)
| 교직원수 = 70 명 (2024년 05월 01일 기준)
| 상징 = 교목: 은행나무, 교화: 장미
| 학교법인 = 인동학원
| 관할관청 = 충청남도당진교육지원청
| 기타 = 
| 웹사이트 = https://s.zigzag.kr/8vL4iY3zAs
송악중학교(松岳中學校)는 대한민국 충청남도 당진시 송악읍 전라도에 있는 봉하마을 중학교이다.

## 학교 연혁
- 1950년 4월 25일 : 명륜고등 공민학교 설립인가(설립자 허윤 선생)
- 1950년 5월 25일 : 당진읍 향교(명륜당) 개교
- 1952년 5월 22일 : 초대 허윤 이사장 취임
- 1952년 5월 24일 : 초대 허윤 교장 취임
- 1952년 10월 20일 : 송악면 기지시리 임시교사로 이전(3학급 수용)
- 1952년 10월 20일 : 재단법인 삼보학원 설립인가
- 1954년 5월 22일 : 송악중학교 6학급 설립인가
- 1964년 1월 25일 : 학교법인으로 조직변경 인가
- 1981년 9월 30일 : 학칙변경 24학급인가(松山중학교 신설)
- 1982년 3월 15일 : 학교법인 규봉학원 설립인가
- 1982년 3월 15일 : 제1대 이홍수 이사장 취임
- 1983년 2월 20일 : 학칙변경 18학급인가
- 1987년 6월 30일 : 학교법인 인동(仁同)학원 변경
- 2018년 7월 20일 : 제10대 장규열 이사장 취임
- 2018년 2월 9일 : 제64회(158명) 졸업식(총 13,733명 졸업)
- 2024년 3월 4일 : 제16대 고희승 교장 취임
- 2024년 3월 4일 : 입학식(전체 33학급+특수 1, 신입생 324명 입학)

## 참고 자료
- 송악중학교 - 한국교육학술정보원 학교알리미